# Timmase
Timmase este o arie protejată (arie specială de conservare — SAC, sit de importanță comunitară — SCI) din Estonia întinsă pe o suprafață de 390,3 ha, integral pe uscat.

## Localizare
Centrul sitului Timmase este situat la coordonatele 57°48′54″N 26°52′58″E / 57.815°N 26.8827°E.

## Înființare
Situl Timmase a fost declarat sit de importanță comunitară în aprilie 2004 pentru a proteja 3 specii de animale. Situl a fost protejat și ca arie specială de conservare în septembrie 2005.

## Biodiversitate
Situată în ecoregiunea boreală, aria protejată conține 4 habitate naturale: Cursuri de apă de la nivel de câmpie la nivel montan, cu vegetație Ranunculion fluitantis și Callitricho-Batrachion, Liziere de ierburi înalte hidrofile de câmpie și de nivel montan până la alpin, Pajiști aluvionare boreale nordice, Taiga vestică.
La baza desemnării sitului se află mai multe specii protejate:
- nevertebrate (2): Ophiogomphus cecilia, Unio crassus
- pești (1): țipar (Misgurnus fossilis)

Pe lângă speciile protejate, pe teritoriul sitului au mai fost identificate 1 specie de plante, 1 specie de păsări.